# Antisect
Antisect — британский музыкальный анархо-панк и краст-панк коллектив, существовавший с 1982 по 1987 года. Основан Питом Лайонсом из города Дэвентри, ныне занимающимся продюсерской деятельностью. Альбом группы In Darkness There is No Choice, выпущенный в 1983 г., занял 4 позицию в UK Indie Chart (в общей сложности он продержался в инди-чартах 16 недель). Известность получил и сингл Out from the Void (1985). Группа считается основательницей такого экстремального жанра, как краст-панк.

## Дискография

### Демоальбомы
1982 — 1 демо 
1982 — 2 демо 
1984 — 3 демо

### Студийные альбомы
1983 — In Darkness There Is No Choice

### EP/Синглы
1985 — Out From The Void
1986 — Your Standart Your Law

### Концертные альбомы
1993 — Peace is Better Than Place In The History